# Годограф
Годограф (англ. Hodograph, от греческих слов «όδός» — «путь» и «γράφω» — «пишу») — кривая, соединяющая концы вектора переменной величины (скорости, ускорения, силы и т.д), отложенного в разные моменты времени от одной точки. Годографы применяются в математике, механике, физике, астрономии, сейсмологии и сейсморазведке. Впервые понятие годографа величины было введено в 1846 году ирландским математиком, механиком, физиком-теоретиком, сэром Уильямом Роуэном Гамильтоном. Изначально строились годографы скорости, затем это понятие было распространено и на другие векторные величины. Самим Гамильтоном было доказано, что годограф скорости тела, находящегося под влиянием одной только силы тяготения, является окружностью.
| t,c | Vx, м/с | Vy,м/с | \|V\|,м/с | α° |
| --- | ------- | ------ | --------- | -- |
| 0   | 10      | 0      | 10.00     | 0  |
| 1   | 10      | -9.80  | 14.00     | 44 |
| 2   | 10      | -19.60 | 22.00     | 62 |
| 3   | 10      | -29.40 | 31.05     | 71 |
| 4   | 10      | -39.20 | 40.45     | 75 |

## Годографы вметеорологии
Годограф ветров (А. С. Меднов, А. И. Знаменский) — это векторная диаграмма, на которой отображаются все случаи наблюдения на метеостанции ветра со скоростью более 5 м/с. Результаты  каждого измерения изображают в виде вектора в произвольном масштабе. Начало каждого последующего вектора откладывается от конца предыдущего. Годограф даёт наглядное представление о наиболее вероятных направлениях переноса песка ветром.

## Годографы в сейсмологии и сейсморазведке[7]
В сейсмологии и сейсморазведке понятие годографа имеет иной смысл. Так называется зависимость времени вступления упругой (сейсмической) волны от абсолютной или относительной координаты пункта приёма, где расположен сейсмограф. Годограф представляет сечение поля времён упругой волны, представленного набором изохрон. В отличие от классического определения, время вступления на сейсмическом годографе не является векторной величиной.
В сейсмологии годографы получаются путём регистрации землетрясения в сейсмических пунктах, расположенных на разном расстоянии от очага. В 1906 году Фусакити Омори, основоположник сейсмологии в Японии, сравнивал сейсмограммы одного землетрясения, записанные с помощью сети станций, что позволило найти положения эпицентра. Для получения подобных данных Омори применил формулы, связывающие времена вступления и относительные координаты сейсмографов. Годографы землетрясений позволили установить и уточнить глубинное строение Земли.
Годографы широко определяются для нахождения скорости волны, глубины сейсмогеологической границы и типа волны. Скорость, находимая по годографу, является кажущейся, так как она зависит не только от скорости волны в среде, но и от угла между лучом волны и линией наблюдения (закон Бендорфа).
Волны, приходящие к линии профиля под постоянным углом (прямые и преломлённые), имеют годограф в форме прямой, отражённые волны — годограф в форме гиперболы, рефрагированные —выпуклый годограф в направлении оси времени.

### Классификация годографов в сейсморазведке
В сейсморазведке источники волн искусственные и размещаются они на поверхности Земли. Для приёма и регистрации упругих волн, которые образуются на сейсмических границах, применяются расстановки — линейные или площадные системы из множества сейсмических датчиков. В зависимости от взаимного расположения источника волны и расстановки приёмников, а также от размерности последней, различаются следующие виды годографов:
- линейные — расстановка имеет форму прямой линии, расположенной на сейсморазведочной профиле;
  - горизонтальные — расстановка находится на поверхности Земли;
  - вертикальные — расстановка находится в стволе вертикальной скважины;
  - продольные — источник находится на расстановке или на её линейной продолжении;
  - непродольные — источник находится за пределами расстановки вне её линейного продолжения;
- поверхностные — расстановка имеет форму регулярной сети.